# Archeria (plante)
Pour les articles homonymes, voir Archeria.
Espèce
Classification phylogénétique
Archeria est un genre de plante à fleurs appartenant à la famille des Ericaceae.

## Description
Les six espèces d'Archeria sont toutes des arbustes à l'écorce foncée. Les feuilles ont simples, glabres, alternativement disposées, avec des bords entiers ou serrulés. Les feuilles sont uniques au sein de la sous-famille des Styphelioideae, le seul genre du groupe à avoir une nervation réticulée. Les fleurs sont pédicellées, et soit en racèmes terminaux courts, soit solitaires et axillaires vers les extrémités des branches. Elles ont une polymérie de 5, avec des bractées et des bractéoles souvent petites et caduques. Les capsules sont déhiscentes, avec de nombreuses graines, sur le placenta basal ou sous-basal.

## Répartition
Le groupe comprend six espèces, toutes originaires du sud de l'Australasie. Quatre d'entre eux sont endémiques à la Tasmanie, et les deux autres endémiques à la Nouvelle-Zélande. Archeria se trouve dispersé au sud, à l'ouest, au nord et au centre de la Tasmanie, mais est largement absent à l'est. En Nouvelle-Zélande, la répartition est très disjointe, avec A. racemosa qui se trouve uniquement dans le nord de l'île du Nord, et A. traversii qui est réparti localement dans toute l'île du Sud et l'île Stewart/Rakiura.
Comme la plupart des Ericaceae, les espèces d'Archeria se trouvent largement sur les sols acides. Elles poussent dans les basses terres jusqu'aux altitudes montagneuses, bien que A. comberi et A. hirtella atteignent les zones subalpines dans certaines parties de leurs aires de répartition. Cinq des six espèces se trouvent plutôt localement dans les fruticées et les forêts, tandis que A. comberi se trouve dans les landes, autour des Cyperaceae et les zones humides.

## Espèces
- Archeria comberi Melville (Tasmanie)
- Archeria eriocarpa Hook. f. (Tasmanie)
- Archeria hirtella (Hook. f.) Hook. f. (Tasmanie)
- Archeria racemosa Hook. f. (Nouvelle-Zélande)
- Archeria serpyllifolia Hook. f. (Tasmanie)
- Archeria traversii (Hook. f.) Mueller (Nouvelle-Zélande)

## Source de la traduction
- (en) Cet article est partiellement ou en totalité issu de l’article de Wikipédia en anglais intitulé « Archeria (plant) » (voir la liste des auteurs).